# Os Miseráveis (telenovela)
Os Miseráveis é uma telenovela brasileira produzida e exibida pela Band, entre 13 de maio e 25 de agosto de 1967, em 71 capítulos, às 19h20, sendo substituida por A Moça do Sobrado Grande. Baseada no romance homônimo, de Victor Hugo, foi escrita por Walther Negrão e dirigida por Marcos César. Foi a primeira telenovela da história da Band, estreada no mesmo dia de inauguração do canal, e a única desta primeira safra (1967–1969) que teve relativo sucesso.
Conta com Leonardo Villar, Laura Cardoso, Maria Isabel de Lizandra, Geraldo Del Rey, Sadi Cabral, Otávio Augusto, Serafim Gonzalez e Cacilda Lanuza nos papéis principais.

## Elenco
| Ator/Atriz               | Personagem          |
| ------------------------ | ------------------- |
| Leonardo Villar          | Jean Valjean        |
| Laura Cardoso            | Fantine Lanoire     |
| Maria Isabel de Lizandra | Cosette Lanoire     |
| Geraldo Del Rey          | Marius Pontmercy    |
| Sadi Cabral              | Bispo Bienvenu      |
| Otávio Augusto           | Javert              |
| Serafim Gonzalez         | Senhor Thénardier   |
| Cacilda Lanuza           | Senhora Thénardier  |
| Raul Cortez              | Gavroche Thénardier |
| Ivone Hoffmann           | Éponine Thénardier  |
| Esmeralda Barros         | Azelma Thénardier   |
| Rubens Corrêa            | Capitão Enjolras    |
| Leina Krespi             | Madame Magloire     |
| Felipe Carone            | Fauchelevent        |
| Adriano Stuart           | Boulatruelle        |

### Participações especiais
| Ator/Atriz     | Personagem      |
| -------------- | --------------- |
| Chico de Assis | Félix Tholomyès |